# 稲垣史生
稲垣 史生（いながき しせい、1912年5月12日 - 1996年2月27日）は、日本の時代考証家・歴史小説家。稲垣一城（いながき かずき）の筆名も持つ。本名・稲垣秀忠（ひでただ）。

## 人物
多くの映画やテレビドラマの時代考証を手掛けた江戸時代考証の第一人者。江戸趣味の好事家や時代小説好きにはよく知られた存在であった。司馬遼太郎は、稲垣の著書「時代考証事典」の帯に「唯一の先達の仕事」との推薦文を寄せるなど、江戸時代考証において自分よりも優れた知識を持つ稲垣には敬意を表していた。

## 経歴
富山県砺波市出身。早稲田大学文学部国文科を卒業。戦前は都新聞社会部記者、海軍省嘱託の報道班員、戦後にサンニュース・フォトス記者、歴史文学研究会事務局長、雑誌編集長などを経て、文筆業に入る。
1942年、「京包線にて」でサンデー毎日大衆文芸賞受賞。1962年、「花の御所」で第20回オール讀物新人賞受賞。同作は第48回直木賞の候補作にもなった。
『天下御免』『竜馬がゆく』『樅ノ木は残った』『勝海舟』など多くのNHKドラマで時代考証を手がけた。歴史小説も著した。
辛口評論で知られ、『歴史読本』で映画やテレビドラマの江戸描写に対し歯に衣着せぬ評論を連載していた。『考証風流大名事典』などの時代考証に関する著作のほか、江戸学の始祖三田村鳶魚の著作校訂（青蛙房）も行った。
1975年、第1回放送文化基金賞受賞。
1996年（平成8年）2月27日、自宅のあった埼玉県川越市の病院で没。83歳。
著名な弟子に杉浦日向子がいる。

## 著書
- 『東亜の友だち』帝国教育会出版部（少国民文芸選）1943
- 『天山嶺を行く日本人』協栄出版社 1944
- 『色競べおんな七景』あまとりあ社（あまとりあ講談文庫）1956
- 『艶筆義経記』文芸評論社（艶筆文庫）1956
- 『戦国武家事典』青蛙房 1962
- 『戦国覚え帖』人物往来社 1962 のち旺文社文庫
- 『花の御所』稲垣一城 光風社 1963
- 『よろめき歌舞伎』桃源社 1963
- 『小説 チベット』稲垣一城 桃源社 1964
- 『乱世』稲垣一城 光風社 1964
- 『時代考証の話』早川書房 1964
- 『町奉行』人物往来社 1964 
  - 「町奉行を考証する」旺文社文庫、「考証「江戸町奉行」の世界」新人物往来社
- 『江戸編年事典』（編）青蛙房 1966
- 『お家騒動 その虚説と真実』早川書房 1966 のち文春文庫
- 『武家の夫人たち 将軍・大名・旗本の奥向』人物往来社 1967
- 『勇将山田長政 /赤穂浪士』学習研究社（物語日本史）1968
- 『武家編年事典』（編）青蛙房 1968
- 『戦国裸像 人質物語』新人物往来社 1969 のち「戦国人質無惨」旺文社文庫
- 『考証日本史』新人物往来社 1971 河出文庫
- 『時代考証事典』新人物往来社 1971
- 『考証戦国時代入門 常識・通説とちがう乱世の生活』徳間書店 1973
- 『歴史考証事典』全7巻 新人物往来社 1974-1993
- 『江戸ものしり475の考証 テレビドラマが身近かになる』ロングセラーズ（ムックの本）1974
- 『日本の城 大名の生活と気風』平凡社カラー新書 1975
- 『考証元禄時代』地産出版 1975
- 『考証江戸奇伝』河出書房新社 1976 のち文庫
- 『日本仇討100選』秋田書店 1976 のち「仇討を考証する」旺文社文庫
- 『考証戦国史伝』新人物往来社 1976
- 『源義経』あかね書房（嵐の中の日本人シリーズ）1976
- 『考証歌舞伎の花形』新人物往来社 1976
- 『考証歴史奇談』時事通信社 1977 のち河出文庫
- 『考証武家の世界』千人社（歴史選書 2 江戸）1978　「考証江戸武家史談」河出文庫
- 『考証江戸情緒』評論社（江戸文化選書）1979
- 『歴史は語らず事実をして語らしむ 考証・江戸の文化と人間模様』PHP研究所 1979 「時代劇を考証する」旺文社文庫
- 『花の御所』光風社出版 1979
- 『水戸黄門 物語と史蹟をたずねて』成美堂出版 1980 のち文庫
- 『考証武家奇談』時事通信社 1980 のち河出文庫
- 『武蔵武将伝』歴史図書社 1980
- 『江戸の再発見』新潮社 1980
  - 「大江戸を考証する」旺文社文庫、「考証江戸の再発見」河出文庫、「考証江戸町めぐり」河出文庫
- 『考証テレビ時代劇を斬る』河出書房新社 1981
- 『考証武家女人奇談』時事通信社 1982
- 『考証江戸おもしろ覚え帖』コンパニオン出版 1982
- 『戦国ものしり101の考証 戦いのすべてがわかる面白雑学!』ロングセラーズ（ムックの本）1982
- 『将軍が愛した女たち』旺文社文庫 1983
- 『戦国武将いろいろ覚え帖』コンパニオン出版 1983
- 『考証風流大名列伝』作品社 1983 のち旺文社文庫、新潮文庫
- 『風俗いろ艶筆』講談社 1983
- 『TV時代劇のウソを見抜いて楽しむ法 時代考証で寄らば斬るぞ!』PHP研究所 1983
- 『幕末武家奇談』時事通信社 1984
- 『ごぞんじ寄らば斬るど』作品社 1984
- 『続時代考証事典』新人物往来社 1985
- 『すぐそこの江戸 考証・江戸人の暮らしと知恵』大和書房 1987
- 『思えば江戸は 考証・江戸情緒と庶民文化』大和書房 1988
- 『春日局のすべて』(編）新人物往来社 1988
- 『考証・江戸を歩く』時事通信社 1988 のち河出文庫
- 『考証戦国武家事典』新人物往来社 1992
- 『<考証>大江戸ものしり読本』三笠書房（知的生きかた文庫）1992
- 『とっておき江戸おもしろ史談』ベストセラーズ（ワニ文庫）1993
- 『図説大江戸おもしろ事典』三笠書房 1993
- 『「考証」元禄赤穂事件「忠臣蔵」の虚実』PHP研究所 1998

## 受賞歴
- 1942年　第30回サンデー毎日大衆文芸入選
- 1943年　第32回サンデー毎日大衆文芸選外佳作
- 1962年　第20回オール讀物新人賞
- 1975年　第1回放送文化基金賞
- 1987年　第30回埼玉文化賞 芸術部門